# Giải Vật lý Comstock

Giải Vật lý Comstock là một giải thưởng của Viện hàn lâm Khoa học quốc gia Hoa Kỳ dành cho "công trình phát hiện sáng tạo gần đây hoặc công trình nghiên cúu về điện, từ học hoặc năng lượng bức xạ, được giải thích rộng rãi". Những người được trao giải phải cư ngụ ở Bắc Mỹ.
Giải được đặt theo tên Cyrus B. Comstock, một cựu sĩ quan công binh và cựu viện sĩ "Viện hàn lâm Khoa học quốc gia Hoa Kỳ" - người đã di tặng tài sản để lập giải này, và được trao 5 năm một lần, từ năm 1913.

## Các người đoạt giải
- 2014: Deborah Jin
- 2009: Charles L. Bennett
- 2004: John N. Bahcall
- 1999: John Clarke
- 1993: E. L. Hahn và Charles P. Slichter
- 1988: Paul C. W. Chu và Maw-Kuen Wu
- 1983: Theodor W. Hänsch và Peter P. Sorokin
- 1978: Raymond Davis, Jr.
- 1973: Robert H. Dicke
- 1968: Leon N Cooper và J. Robert Schrieffer
- 1963: Ngô Kiện Hùng
- 1958: Charles H. Townes
- 1953: William Shockley
- 1948: Merle A.Tuve
- 1943: Donald W. Kerst
- 1938: Ernest O. Lawrence
- 1933: Percy W. Bridgman
- 1928: Clinton J. Davisson
- 1923: William Duane
- 1918: Samuel J. Barnett
- 1913: Robert A. Millikan